# Giulia y los Tellarini

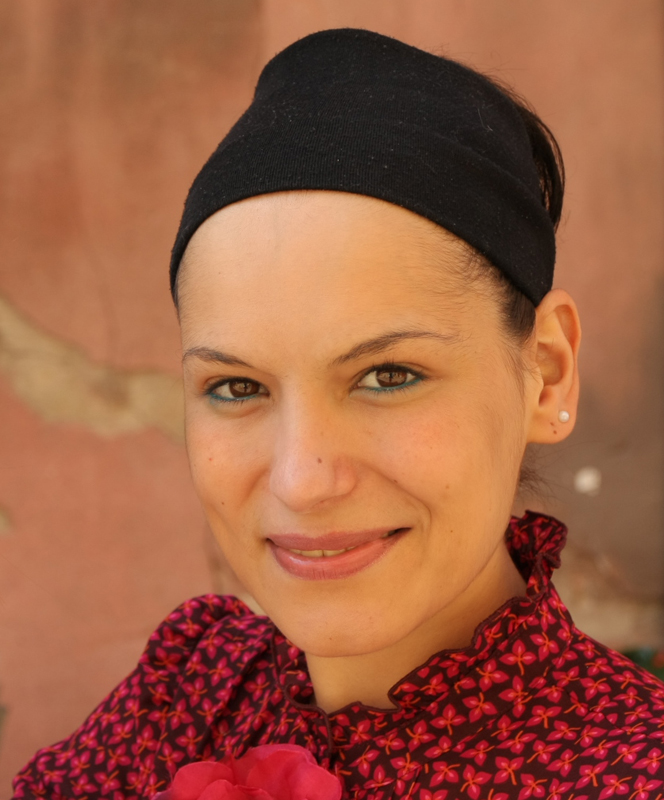
Giulia Tellarini – wokalistka i założycielka zespołu

Giulia y los Tellarini – zespół muzyczny tworzący w Barcelonie w Hiszpanii. W jego skład wchodzą artyści różnych narodowości. Grupa znana jest przede wszystkim dzięki swojej piosence „Barcelona” wykorzystanej w filmie Woody’ego Allena Vicky Cristina Barcelona.

## Historia
Zespół założyła obecna wokalistka, Giulia Tellarini, Włoszka urodzona w Treviso wraz ze swoim chłopakiem, Alejandro Mazzonim. Następnie do grupy dołączyli: Maik Alemany i Jens Neumaier. Giulia gra między innymi na akordeonie i tamburynie, pozostała trójka na gitarze elektrycznej, gitarze basowej, perkusji, flecie, saksofonie i charango. W późniejszym okresie skład wzbogacił się o trębacza (Tort Xavier), perkusistę (Pablo Diaz-Reixa), saksofonistkę (Olga Abalos) i gitarzystę (Joan Portales).
W 2007 roku grupę odkrył znany reżyser Woody Allen. Dzięki autorstwu ścieżki dźwiękowej do filmu Vicky Cristina Barcelona muzycy rozpoczęli swoją międzynarodową karierę.
Ostatnio członkowie zespołu Giulia y los Tellarini założyli niezależną wytwórnię muzyczną.

## Dyskografia
Zespół nagrał jedną płytę zatytułowaną Eusebio. Jest to imię ich przyjaciela, człowieka w podeszłym wieku zamieszkującego dzielnicę Gràcia w Barcelonie. Jeden z utrzymanych w infantylnym stylu obrazków artysty został wykorzystany jako okładka albumu.